# Rostocks universitet

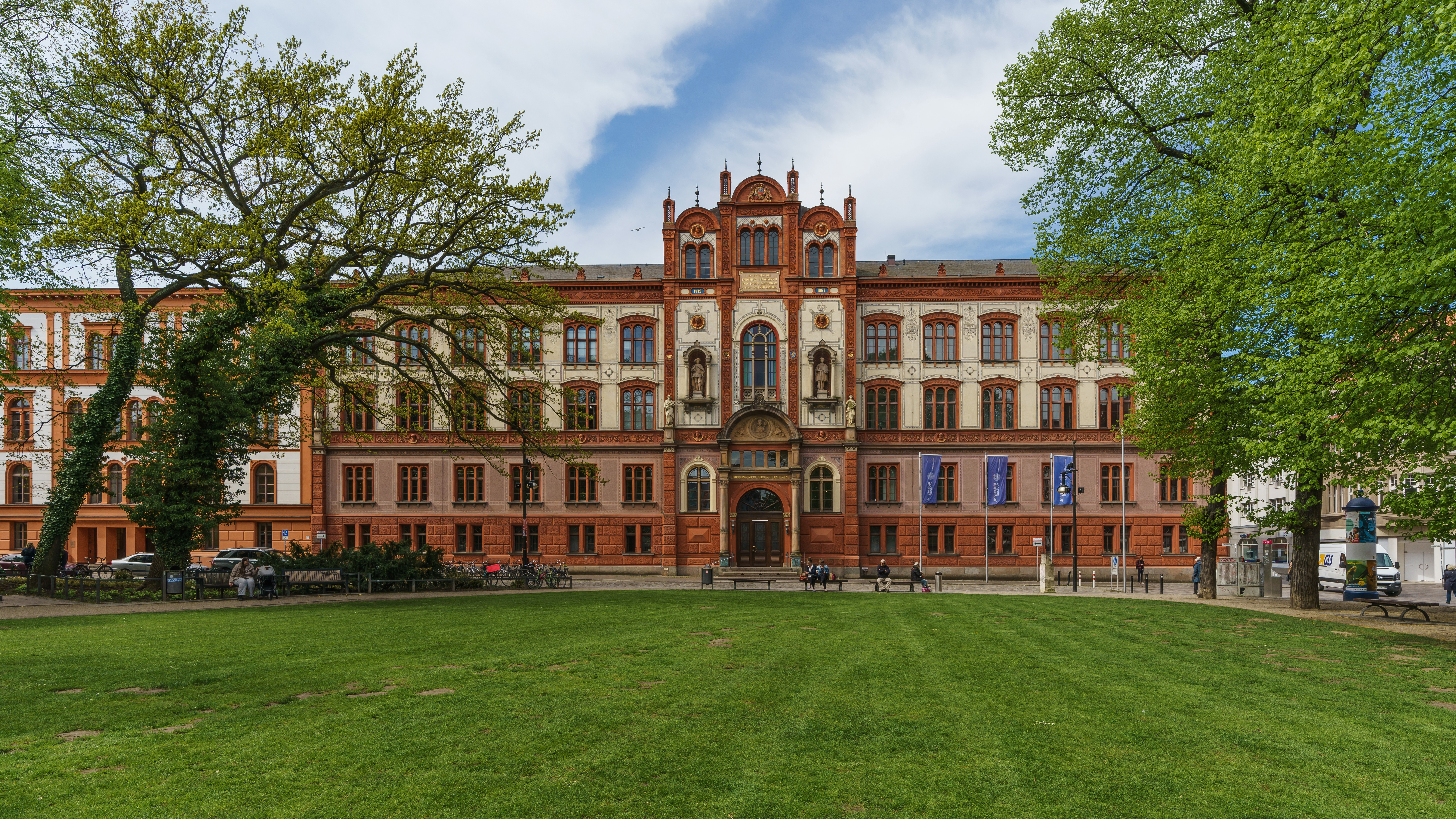
Rostocks universitet, huvudbyggnaden ritad av Hermann Willebrand, 1870.

Rostocks universitet, tyska Universität Rostock, är Rostocks viktigaste lärosäte.

## Historik
Rostocks universitet grundades 1419 och är därmed ett av Nordeuropas äldsta universitet. Det är också ett av Tysklands äldsta universitet efter Heidelberg, Köln, Erfurt och Leipzigs universitet. De ursprungliga fakulteterna var för juridik, medicin och filosofi, medan den teologiska fakulteten som följd av lärostrider först tillkom 1433.
Rostocks universitet var på 14- och 1500-talen en populär studieort för skandinaviska studenter, under 1400-talet i konkurrens med Leipzig och Erfurt, efter reformationen som ett alternativ till Wittenberg. Rostocks främsta företräde var läget vid Östersjön, som gjorde det lätt att nå från grannländerna. Lindroth räknar med att totalt cirka 1000 svenskar var inskrivna vid universitetet under 1400-talet. Det räknades dock inte som särskilt framstående, men en examen därifrån kunde tjäna som utgångspunkt för vidare studier vid andra lärosäten. Under 1500-talets senare del inskrevs över 250 svenska studenter vid Rostocks universitet.

## Utbildning
Idag har universitetet nio fakulteter: Jordbruk och miljö, information och elektronteknik, juridik, medicin, matematik och naturvetenskap, maskin- och fartygsteknik, filosofi, handel, sociologi och teologi. Den juridiska fakulteten tvingades stänga av DDR-regimen men återupprättadess 1989.
Universitet har 14 500 studenter (2005) och är därmed den största högskolan i Mecklenburg-Vorpommern.